# Гейл Фішер
Гейл Фішер (англ. Gail Fisher, 18 серпня 1935 — 2 грудня 2000) — американська телевізійна акторка, лауреатка премій Золотий глобус (1971, 1973) і Еммі (1970).

## Біографія
Молодша з п'яти дітей, Гейл Фішер народилася в місті Орандж, штат Нью-Джерсі, США. Батько помер, коли їй було два роки, і вона, живучи в злиднях, виховувалася матір'ю.
Фішер закінчила Metuchen High School. У підліткові роки займалася черлідингом і взяла участь у кількох конкурсах краси, завоювавши назви Miss Transit, Miss Black New Jersey і Miss Press Photographer.
У конкурсі підтримки компанії Coca-Cola Фішер виграла можливість провести два роки навчання в американській Академії драматичного мистецтва. У той час також працювала моделлю.
В 1959 році почала акторську кар'єру, популярність до неї прийшла після зйомок в телесеріалі Меннікс, в якому вона знімалася в 1968—1975 роках і за роль в якому була удостоєна премій Золотий глобус і Еммі .
Бвічі одружена і народила двох дочок.
Гейл Фішер померла у віці 65 років в Калвер-Сіті у 2000 році через ниркової недостатності. Через 12 годин її брат Кліфтон помер від серцевої недостатності.

## Фільмографія
| Рік       |    | Українська назва                      | Оригінальна назва          | Роль                                                                      |
| --------- | -- | ------------------------------------- | -------------------------- | ------------------------------------------------------------------------- |
| 1990      | тф | Донор                                 | Donor                      | секретарка                                                                |
| 1987      | ф  |                                       | Mankillers / 12 Wild Women | Джоан Генсон                                                              |
| 1986      | с  | Він — мер                             | He's the Mayor             | Ліла (1 епізод)                                                           |
| 1985      | с  | Готель                                | Hotel                      | Френ Вілліс (1 епізод)                                                    |
| 1983      | с  | Лицар доріг                           | Knight Rider               | Тельма (1 епізод)                                                         |
| 1982      | с  | Головний госпіталь                    | General Hospital           | Суддя Геллер (5 епізодів)                                                 |
| 1979      | с  | Острів фантазій                       | Fantasy Island             | Докторка Франц (1 епізод)                                                 |
| 1975      | с  | Медичний центр                        | Medical Center             | Бонні Горн (1 епізод)                                                     |
| 1968—1975 | с  | Меннікс                               | Mannix                     | Пеггі Фейр (головна роль)                                                 |
| 1972      | тф | Кожному чоловікові потрібно лише одне | Every Man Needs One        | Пауліна Крамер                                                            |
| 1969—1971 | с  | Любов, американський стиль            | Love, American Style       | Мерсі (розділ «Love and the Hustler»), Пенні (розділ «Love and the Baby») |
| 1971      | с  | Кімната 222                           | Room 222                   | Діана Браун (1 епізод)                                                    |
| 1970      | с  |                                       | Insight                    | Пані Картер (1 епізод)                                                    |
| 1968      | с  | Три мої сини                          | My Three Sons              | Карла (1 епізод)                                                          |
| 1967      | с  | Друга сотня років                     | The Second Hundred Years   | Юна Матрона (1 епізод)                                                    |
| 1967      | с  | Він і вона                            | He & She                   | Гелен (1 епізод)                                                          |
| 1963      | с  | Лікарі                                | The Doctors                | Даян (5 епізодів)                                                         |
| 1962      | с  | Захисники                             | The Defenders              | Співачка (1 епізод)                                                       |
| 1959—1960 | с  | Гра тижня                             | Play of the Week           | Джойс Лейн (2 епізоди)                                                    |
| 1960      | кф | Новенька                              | The New Girl               | Мері Ньютон, новенька дівчина                                             |

## Нагороди та номінації
- Гейл Фішер має по 4 номінації на премії «Еммі» (з них — 1 перемога) і «Золотий глобус» (з них — 2 перемоги)[6] .